# Ørje

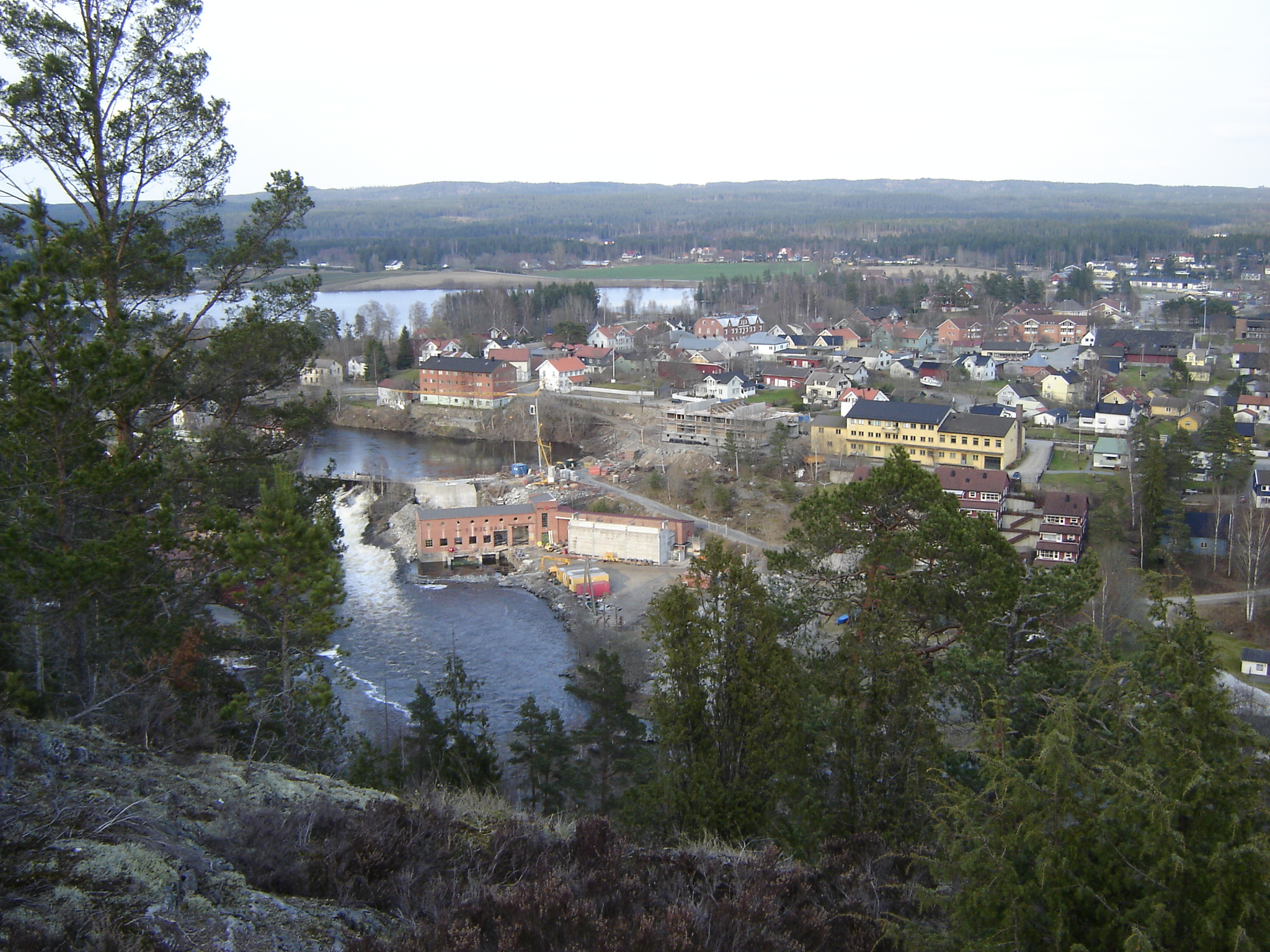
Vista de Ørje desde la fortaleza de Ørje.

Ørje es el centro administrativo del municipio de Marker, en la provincia de Østfold, Noruega. Su población era de 1871 habitantes en 2014. Se encuentra a unos 6 km de la frontera con Suecia, a 30 km de la estación de tren de Mysen, a 87 km del aeropuerto de Moss-Rygge y a 90 km de Oslo.